# John Van Ryn

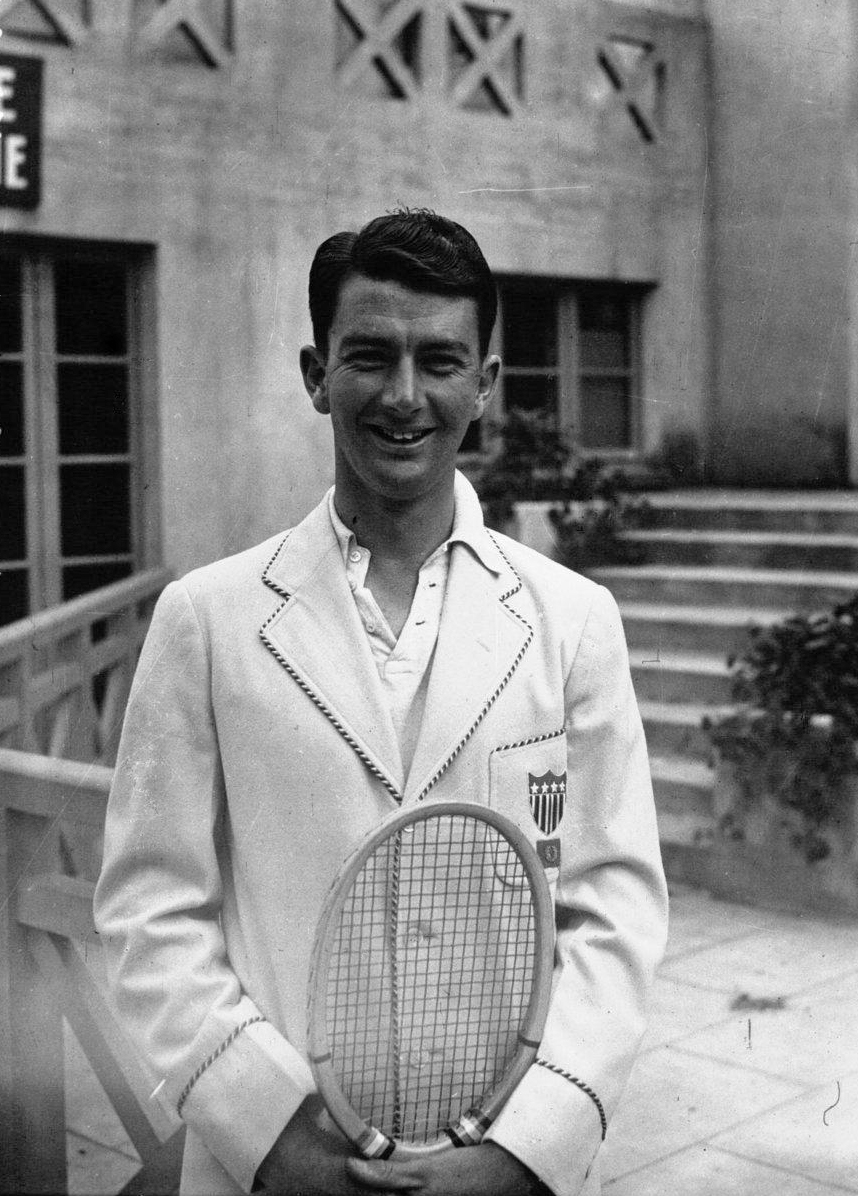
John Van Ryn (1930)

John William Van Ryn, född 30 juni 1905, Newport News, Virginia, USA, död 7 augusti 1999, var en amerikansk högerhänt tennisspelare. Van Ryn var en av USA:s 10 bästa tennisspelare åren runt 1930. Perioden 1927–32 rankades han 6 gånger bland de 10 bästa, och 1931 var han som bäst rankad på fjärde plats. 
Van Ryn upptogs 1963 i International Tennis Hall of Fame. 

## Tenniskarriären
Säsongerna 1930 och 1931 var Van Ryn och hans hustru Marjorie Gladman båda, som första amerikanska äkta par, rankade bland USA:s 10 bästa tennisspelare. Säsongerna 1929 och 1931 rankades han bland världens 10 bästa spelare. Van Ryn vann under karriären 6 dubbeltitlar i  Grand Slam (GS)-turneringar.  
Van Ryn vann 1927 dubbeltiteln i Intercollegiate Championships. Han bildade sedan tillsammans med landsmannen Wilmer Allison ett av tidernas starkaste dubbelpar. De båda spelade under perioden 1930–36 sex dubbelfinaler i  Amerikanska mästerskapen och vann titeln 1931 och 1935. I finalen 1935 besegrade de två paret Donald Budge/Gene Mako (6–4, 6–2, 3–6, 2–6, 6–1). Van Ryns och Allisons 6 finaler är bara en färre än Fred Alexanders och Harold Hacketts rekordnotering. Van Ryn och Allison vann dubbeltitlarna i Wimbledonmästerskapen 1929 och 1930.  
Säsongen 1931 vann Van Ryn dubbeltiteln i alla tre GS-turneringar han deltog i, Franska mästerskapen och Wimbledon spelade han då tillsammans med George Lott. Wimbledontiteln innebar att han blev den dittills ende amerikanske spelare som vunnit titeln tre år i rad. Van Ryn har senare berättat att han och Allison borde ha vunnit Wimbledontiteln också 1935 då de i finalen hade matchboll mot det australiska paret Jack Crawford/Adrian Quist i det femte och avgörande setet. Van Ryn tvekade hur han skulle spela inför en kort lobb från motståndarparet . Allison, som noterade Van Ryns tvekan, spelade istället själv bollen som han dock missade. Därefter kunde australiska paret vända matchen och ta titeln (6–3, 5–7, 6–2, 5–7, 7–5).    
I singel nådde Van Ryn kvartsfinal i de Amerikanska mästerskapen 4 gånger. Han förlorade i två av dessa mot Bill Tilden (1929 och 1930).
Van Ryn deltog i det amerikanska Davis Cup-laget perioden 1929–36. Han bildade tillsammans med Allison ett av de starkaste dubbelparen i DC-historien. Under perioden 1929–36 vann han tillsammans med Allison 13 av 15 spelade dubbelmatcher. Detta var rekord för amerikanska lag fram till dess att John McEnroe och Peter Fleming vann 14 av 15 dubbelmatcher under 1980-talet. 

## Spelaren och personen
John Van Ryn studerade på Princeton University där han varvade sina studier med tennisspel. Han utmärkte sig genom ett enastående volleyspel framme vid nätet. Hans grundslag var också goda och kom bäst till sin rätt från högra planhalvan vid dubbelspel. 

## Grand Slam-titlar
- Franska mästerskapen
  - Dubbel - 1931 .
- Wimbledonmästerskapen
  - Dubbel - 1929, 1930, 1931
- Amerikanska mästerskapen
  - Dubbel - 1931, 1935